# República Velha
Pour les articles homonymes, voir République des États-Unis du Brésil et Première République.
1889–1930
Entités précédentes :
- Empire du Brésil

Entités suivantes :
- Estado Novo

La República Velha (« vieille république » en portugais), également parfois appelée Première République, est le nom communément donné à la république des États-Unis du Brésil (en portugais República dos Estados Unidos do Brasil) durant la période allant de 1889 à 1930. 
Elle est précédée par l'empire du Brésil, jusqu'à la déposition de Pierre II, et prend fin avec l'instauration de l'Estado Novo, en 1937, par Getúlio Vargas, au pouvoir depuis la révolution de 1930.

## Histoire

### Premières années

Premier drapeau de la République créé par Ruy Barbosa, qui a flotté au moins jusqu'au 19 novembre 1889 au mât d’un bâtiment de la Câmera Municipal de Rio de Janeiro, et nommé plus tard le « drapeau de la proclamation ».

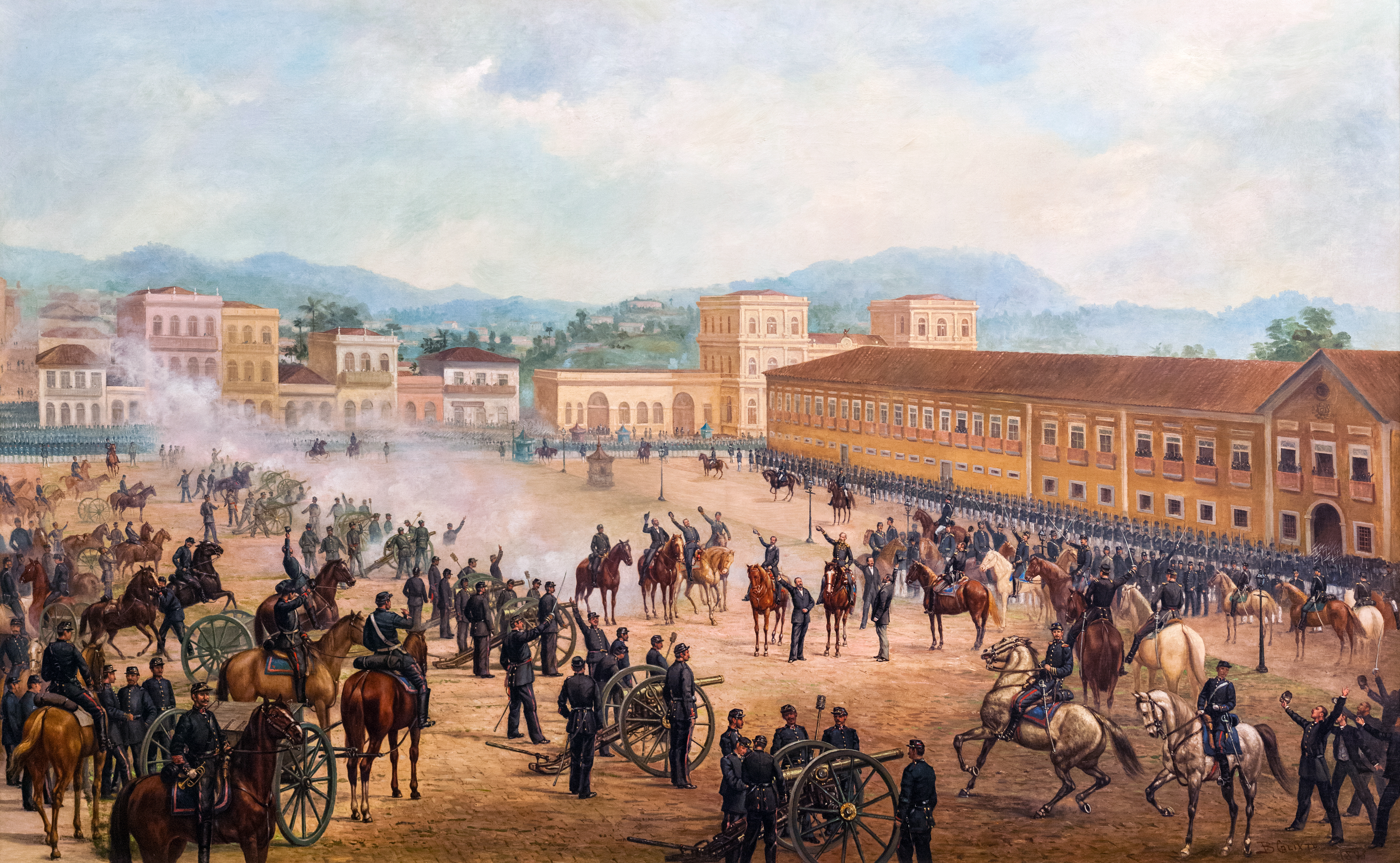
La proclamation de la république, par Benedito Calixto.

Le 15 novembre 1889, Manuel Deodoro da Fonseca dépose l'empereur Pierre II et proclame la république.
La devise d'Auguste Comte « Ordre et Progrès » figure sur le drapeau de la République et la Constitution de 1891 s'inspire des Cours de philosophie positive et du Système de politique positive d'Auguste Comte. Les débuts de la République sont marqués par le coronélisme, soit un équivalent du caudillisme des pays hispanophones. La « vieille république » est aussi connue comme la « république oligarchique ». L'historienne Armelle Enders souligne que « contrairement aux aspirations de l'Apôtre [du positivisme Teixeira Mendes] et de plusieurs autres courants politiques, la république au Brésil se consolide sous la forme d'un régime oligarchique dont les principaux acteurs politiques sont les États de la Fédération » ; en effet, Manuel de Campos Sales, président de 1898 à 1902, trouve « un arrangement qui permet de mettre un terme à une dizaine d'années de révolte et de troubles » : il « impose aux forces politiques un mode de gouvernement qu'il définit comme la « politique des États », mais qui est resté dans les mémoires comme « la politique des gouverneurs » ». L'universitaire Joseph Jurt souligne que l'influence des positivistes dans la conception du drapeau contraste avec le fait qu'ils « [n'ont] pas joué un rôle décisif lors de la proclamation de la république », et le fait que « la nouvelle constitution du Brésil de l’année 1891 suivait plutôt le modèle des États-Unis et non pas le concept de « dictature républicaine » d’Auguste Comte ».
Cette république se définissait comme étant une démocratie constitutionnelle[réf. nécessaire].

### Brésil pendant la Première Guerre mondiale
Malgré ses divisions politiques internes, le Brésil pendant la Première Guerre mondiale déclare la guerre à la Triplice après une position initiale de neutralité. La contribution du Brésil est modeste, visant plus une dimension symbolique qu'une affirmation militaire de premier ordre. Il est le seul pays d'Amérique du Sud à participer vraiment au premier conflit mondial au-delà d'une déclaration de guerre formelle. Sa principale action s'inscrit dans la bataille de l'Atlantique ou la marine brésilienne déploie plusieurs navires, mais le Brésil envoie également une unité combattre sur le front occidental.

### La lutte pour les réformes
En 1922, de jeunes officiers issus des classes moyennes réagissent : c'est le mouvement tenentismo (du mot tenente qui signifie lieutenant). Le premier soulèvement a lieu le 5 juillet 1922 à la forteresse d'Igrejinha. Bien que réprimé après une solide résistance, le mouvement du 5 juillet est d'une grande importance politique. Il marque le début de l'assaut contre la « vieille république oligarchique » et de son affaiblissement jusqu'à sa disparition en 1930. Deux ans plus tard, en juillet 1924, une révolte de militaires éclate à São Paulo ; les insurgés parviennent même à occuper la ville pendant trois semaines. Une troisième révolte a lieu l’État dans Rio Grande do Sul en 1925, et une dernière se produit en 1926.
Les objectifs des militaires rebelles sont essentiellement ceux des classes moyennes, insatisfaites par la situation économique et politique du Brésil, aucun changement démocratique n'étant envisageable du fait d'un système politique bouché par le « règne des gouverneurs » selon un système en vertu duquel les gros propriétaires et la grande bourgeoisie dictent les conditions dans les États. Les revendications formulées par le mouvement concernent notamment le vote secret, la liberté de presse et d'association, le respect des résultats électoraux, l'alphabétisation et la nationalisation de certains intérêts économiques étrangers.
C'est aussi dans ce contexte que se produit la marche de la colonne Prestes. Luis Carlos Prestes est un ingénieur militaire, futur secrétaire général du Parti communiste du Brésil et commandant de l'état major du chef de la révolte de Sao Paulo, Miguel Costa. À la tête d'une colonne de quelques centaines de soldats, il entreprend de diffuser les idées révolutionnaires à travers tout le pays. Après une marche d'avril 1925 à février 1927, constamment poursuivie par l'armée fédérale sans jamais être vaincue, la colonne demande l'asile à la Bolivie.
Cette période s'est achevée avec le coup d'État militaire, dit Révolution de 1930, qui plaça Getúlio Vargas au pouvoir jusqu'en 1945. Une nouvelle constitution (pt) est rédigée en 1934, avant que Vargas n'instaure en 1937 une dictature, dite de l’Estado Novo (en référence au régime de Salazar) en « octroyant » une nouvelle constitution, la Constitution de 1937 (pt).

## Les oligarchies foncières
Les élections étaient largement truquées, les électeurs subissant des pressions ou étant forcés de voter pour un candidat (voir coronélisme), et même dans le cas où les résultats sont défavorables, l'élection pouvait être annulée sur simple décision du Congrès. Ce système avait pour conséquence une alternance de la présidence du pays entre les oligarchies dominantes des États de São Paulo et de Minas Gerais. Ce régime était souvent identifié sous le terme de « république du café com leite » ou « Café com Leite » (café au lait), en raison de la domination de la vie politique par les élites de Sao Paulo (centre de la production de café) puis de Rio de Janeiro et du Minas Gerais (centre de la production laitière).
Les hommes d'affaires (barons du café, magnats de la finance et du commerce, oligarchie industrielle urbaine, etc) prennent en grande partie possession de l’État. Pour empêcher l'effondrement des prix du café en raison de la constante augmentation de la production, l’État achète le surplus et le met en stock. Il recourt pour ce faire à l'emprunt : 72,7 millions de livres sterling sont empruntés entre 1906 et 1930 pour cette politique de valorisation du café. Les garanties et conditions de ces emprunts sont souvent draconiennes ; l'emprunt Rothschild de 10 millions de livres sterling est assorti du contrôle des douanes comme gage et de la promesse qu'aucun nouvel emprunt ne serait sollicité par le Brésil sans l'assentiment de la banque Rothschild.
Au niveau local, les coroneis contrôlent les élections afin de maintenir une législation favorable aux intérêts des hommes d'affaires. Au contraire, la classe ouvrière ne bénéficie que très peu des affaires réalisées par les entreprises.

## Changements démographiques
Entre 1875 et 1960, environ cinq millions d'Européens ont immigré au Brésil, s'installant notamment dans les quatre États du sud du pays (São Paulo, Paraná, Santa Catarina et Rio Grande do Sul. Ils viennent principalement du Portugal, d'Italie, d'Allemagne, d'Espagne, de Pologne auxquels s'adjoignent des immigrants du Japon, et du Moyen-Orient. L'État de São Paulo abrite d'ailleurs la plus grande communauté japonaise en dehors du Japon. Malgré les distinctions de classes, l'identité nationale est très forte et les rixes entre communautés sont très rares. Les indigènes de souche amérindienne, habitant notamment dans les régions frontalières du bassin amazonien, représentent moins de 1 % de la population. L'immigration a grandement favorisé l'urbanisation et l'industrialisation du Brésil.